# چارلی تیلور (بازیکن فوتبال، متولد ۱۹۹۳)
چارلی تیلور (انگلیسی: Charlie Taylor؛ زادهٔ ۱۸ سپتامبر ۱۹۹۳) بازیکن فوتبال اهل بریتانیا است.
از باشگاه‌هایی که در آن بازی کرده‌است می‌توان به باشگاه فوتبال برنلی، باشگاه فوتبال برادفورد سیتی، باشگاه فوتبال لیدز یونایتد، باشگاه فوتبال اینورنس کالدنیون تیسل، باشگاه فوتبال یورک سیتی، و باشگاه فوتبال فلیتوود اشاره کرد.
وی همچنین در تیم ملی فوتبال زیر ۱۹ سال انگلستان بازی کرده‌است.